# Тегал
Тегал (індонез. Tegal) — місто в Індонезії, на острові Ява, в провінції Центральна Ява. Територія міста виділена в самостійну адміністративну одиницю — муніципалітет (ко́та). Населення — 247 076 осіб (станом на 2007 рік), площа — 39,68 км².

## Географія
Місто розташоване на північному узбережжі Центральної Яви, за 175 кілометрів від Семарангу, адміністративного центру провінції Центральна Ява. Займає площу 39,68 км².

## Населення
Станом на 2007 рік населення міста становить 247 076 осіб. З них 123 792 (50,1 %) чоловіки та 123 284 (49,9 %) жінки. Середня густота населення становила 6193 особи на один квадратний кілометр. Темп приросту населення 0,55 %.